# Мирослав Савић
Мирослав Савић (Бања Лука, 20. април 1973) бивши је српски и југословенски фудбалер.

## Каријера
Рођен је 20. априла 1973. у Бања Луци. У фудбалској каријери наступао је за бањалучког Борца и Раднички из Новог Београда, пре него што се потпуно афирмисао у дресу Обилића, за који је у два наврата наступао и са којим је у сезони 1997/98. освојио титулу првака Југославије.
Играо је још и за фудбалски клуб Земун (1999), у иностранству за грчки Арис из Солуна (2000), бугарски тим Левски из Софије (2001), Хајдук са Лиона (2004) и за азербејџанске екипе Хазар Ланкаран и Масали.
За А репрезентацију СР Југославије наступао је на два меча. Дебитовао је 25. фебруара 1998. у Мар де Плати против Аргентине (1:3), а дрес националног тима носио је још 23. децембра 1998. у Тел Авиву против Израела (0:2).
Наступи за репрезентацију
Утакмице Мирослава Савића у дресу са државним грбом.
| #  | Датум              | Место        | Противник | Резултат | Гол | Такмичење            |
| -- | ------------------ | ------------ | --------- | -------- | --- | -------------------- |
| 1. | 25. фебруар 1998.  | Мар де Плата | Аргентина | 1:3      | 0   | Пријатељска утакмица |
| 2. | 23. децембар 1998. | Тел Авив     | Израел    | 0:2      | 0   | Пријатељска утакмица |

## Трофеји
- Обилић
  - Првенство СР Југославије: 1997/98.
- Левски Софија
  - Првенство Бугарске: 2000/01.